# Ella McCay
Ella McCay är en amerikansk dramakomedifilm som har premiär i USA den 12 december 2025. Den är regisserad av James L. Brooks som även skrivit filmens manus.

## Handling
En idealistisk ung politiker jonglerar familjeproblem och ett krävande arbetsliv samtidigt som hon förbereder sig för att ta över jobbet från sin mentor, delstatens mångårige sittande guvernör.

## Rollista (i urval)
- Emma Mackey - Ella McCay
- Jamie Lee Curtis - Helen McCay
- Jack Lowden - Ryan
- Kumail Nanjiani - Trooper Nash
- Spike Fearn - Casey McCay
- Ayo Edebiri - Susan
- Albert Brooks - Bill
- Woody Harrelson - Eddie McCay
- Rebecca Hall - Mrs. McCay
- Julie Kavner - Estelle
- Becky Ann Baker
- Troy Garity